# Viven
Viven é uma comuna francesa na região administrativa da Nova Aquitânia, no departamento dos Pirenéus Atlânticos. Estende-se por uma área de 3,61 km². Em 2010 a comuna tinha 183 habitantes (densidade: 50,7 hab./km²).